# Unteregg (Roggenburg)
Unteregg ist ein Ortsteil der schwäbischen Gemeinde Roggenburg im Landkreis Neu-Ulm.

## Geografie
Das Kirchdorf liegt knapp fünf Kilometer nördlich des Ortsmittelpunktes von Roggenburg. Der Osterbach fließt westlich am Ort vorbei.

## Geschichte
Unteregg gehörte zur Gemeinde Schießen und wurde mit dieser im Zuge der Gebietsreform in Bayern am 1. Mai 1978 in die Gemeinde Roggenburg eingegliedert. Diese Kommune war am 1. Juli 1972 aus den Gemeinden Biberach, Ingstetten und Meßhofen gebildet und nach dem Kloster Roggenburg benannt worden.

## Sehenswürdigkeiten
In die Liste der Baudenkmäler in Unteregg sind zwei Objekte eingetragen:
- Feldkreuz, bezeichnet „1906“, im Bereich Lachenäcker
- Katholische Kapelle St. Antonius, errichtet 1730